# Patcham
Patcham – dzielnica miasta Brighton, w Anglii, w East Sussex, w dystrykcie (unitary authority) Brighton and Hove. W 2011 roku dzielnica liczyła 14 277 mieszkańców. Patcham jest wspomniana w Domesday Book (1086) jako Piceham.